# Seizō Yasunori
Seizō Yasunori (em japonês: 安則 盛三, Yasunori Seizō, 28 de março de 1924 – 11 de maio de 1945) foi um subtenente de aviação da Marinha Imperial Japonesa. Em 11 de maio de 1945, ele realizou uma missão kamikaze suicida contra o USS Bunker Hill (CV-17) durante a Batalha de Okinawa, perto do fim da Segunda Guerra Mundial.

## Início da vida
Yasunori nasceu em uma fazenda, nos arredores de Akō, na Prefeitura de Hyōgo, e tinha mais quatro irmãos. Seus pais eram fazendeiros, e as crianças tinham que acordar cedo para trabalhar no campo antes de irem para a escola. Assim que retornavam para casa, saíam imediatamente para trabalhar novamente. A família de Yasunori não tinha equipamentos agrícolas, e tudo era feito à mão mas, visto que todas as crianças da vila trabalhavam duro, os irmãos não consideravam suas vidas particularmente difíceis.
Nos raros momentos em que as crianças conseguiam algum tempo livre, praticavam Kendo juntas, e Yasunori acabou conquistando o terceiro dan. Os Seizō eram uma família patriótica, em uma região conhecida por sua devoção à nação, e em um país conhecido por seu nacionalismo. Todos os cinco irmãos, assim como havia feito seu pai, se juntaram às forças armadas. Eles cultivavam arroz em arrozais que inundavam com água de um rio próximo usando um conjunto de pequenos canais e comportas. Os irmãos trabalhavam nos campos lado a lado todos os dias. Às vezes, eles cantavam músicas juntos para passar o tempo. Mas no Ano Novo eles comemoravam. Então eles tinham permissão para brincar juntos e cantar, e era um grande alívio. Eles jogavam karuta, um jogo de cartas japonês, e koma (piões).
Com a Grande Depressão internacional, a família Seizō foi à falência, e eles não tinham recursos para pagar pela educação de Yasunori. Então, quando Yasunori completou quinze anos, a família providenciou para que ele fosse estudar em uma escola normal (em japonês: 師範学校, shihan gakko) para treinamento de professores — uma das muitas que estavam sendo estabelecidas pelo governo japonês para estender a hegemonia imperial japonesa sobre Manchukuo.
Mais tímido e muito menos vocal que seus irmãos, Yasunori era mais propenso a aceitar as crenças de seu pai sem questionar, ou pelo menos sem objetar. Ele foi enviado para o novo território japonês, chamado à época Ryojun, que os ocidentais conheciam como Porto Arthur. A escola era gratuita, e o governo pagava todas as suas despesas de subsistência. Porém, Seizō precisou prometer se tornar um professor na Manchúria em troca de sua educação e suporte. Porto Arthur possuía um clima agradável, e era um dos portos mais vibrantes da Ásia. Mas Yasunori era infeliz lá e, como a maioria dos japoneses à época, ansiava por retornar ao Japão. E foi a guerra que acabou oferecendo uma oportunidade. Seizō Yasunori se voluntariou para o alistamento de estudantes da 13ª Reserva Naval, sendo liberado de sua obrigação de ensino. De volta ao Japão, fez um bom teste e entrou no programa de voo.

## Carreira militar
Como líder do 7º Esquadrão de Ataque Especial Showa do Corpo Kamikaze da Marinha, Seizō liderou o ataque à navios da Marinha dos Estados Unidos. As seis aeronaves lideradas por Yasunori decolaram da Base Aérea de Kanoya entre 06h00 e 06h53 no dia 11 de maio de 1945.
Às 10h02 daquele dia, James E. Swett, capitão do Corpo de Fuzileiros Navais dos Estados Unidos à bordo de seu F4U-1C Corsair , olhou para cima e avistou dois pilotos kamikaze a cerca de 6 ou 7 mil pés de altura, e a aproximadamente mil pés de distância de sua própria aeronave, realizando um mergulho íngreme à direita do USS Bunker Hill. Às 10h04, Swett transmitiu pelo rádio, gritando a mensagem "Alerta! Alerta! Dois aviões mergulhando no Bunker Hill!".
O ataque kamikaze de Seizō Yasunori ao USS Bunker Hill começou com um mergulho controlado e raso sobre o lado estibordo da embarcação, com a aeronave inclinada para a frente. Foi quase como se ele estivesse chegando para pousar, mas em um ângulo íngreme demais, voando rápido demais e disparando de uma vez só e de forma constante todas as suas armas.
Yasunori lançou uma bomba de 250kg (550 libras), que caiu e explodiu no convés de voo localizado atrás do elevador número três. Em seguida, colidiu com seu A6M Zero contra a parte traseira do convés de voo do USS Bunker Hill. A bomba provocou a abertura de um buraco à bombordo da embarcação, e sua aeronave colidiu contra o convés de voo, arrastando outro avião para fora do navio. A explosão que se seguiu destruiu muitos dos aviões no convés. Seu copiloto, Kiyoshi Ogawa, colidiu com o navio alguns segundos depois. Uma terceira aeronave caiu no mar antes de conseguir atingir o navio. O destino das três aviões restantes é desconhecido.

Juntos, Ogawa e Yasunori mataram 393 americanos e feriram outros 264. Foi o ataque suicida mais devastador da Guerra do Pacífico. No dia seguinte, 352 pessoas foram enterradas no mar.